# Шнейдер, Евлогий
Евло́гий Шне́гйдер (лат. Eulogius, нем. Johann Georg Schneider; 20 октября 1756, Випфельд, Нижняя Франкония — 1 апреля 1794, Париж) — католический проповедник, деятель эпохи Великой французской революции, общественный обвинитель в уголовном трибунале Нижнего Рейна. Гильотинирован в Париже.

## Ранние годы
Иоганн Георг Шнейдер родился в местечке Випфельд близ Вюрцбурга в семье винодела, члена местного совета Михаэля Шнейдера и Маргариты Бухшталь. Учился в иезуитской коллегии в Вюрцбурге, с 1771 года посещал университет, но был изгнан за легкомысленный образ жизни, а в 1777 году сделался в Бамберге францисканцем и принял имя Евлогия в честь святого Евлогия из Кордовы. Впоследствии учился в Зальцбурге, где и был рукоположен в священники.
C 1780 года он служил священником в Аугсбурге. Отдаваясь мечтам о свободе и равенстве, в ноябре 1786 года он произнёс страстную проповедь, где призывал к терпимому отношению к членам других христианских деноминаций. Речь вызвала недовольство церковных кругов, и Шнейдер не мог дольше оставаться в Аугсбурге: он последовал приглашению герцога Карла-Евгения Вюртембергского быть у него в Штутгарте придворным проповедником (1786 г.). Здесь он познакомился с учением иллюминатов, основательно изучил трактат «Об общественном договоре» Руссо и проникся его идеями. Спустя три года демократические убеждения, преклонение перед французской революцией и критика в адрес герцога вынудили Шнейдера подать в отставку (1789 год).
В 1789 году он был приглашён в Бонн профессором греческого языка и изящной литературы. С разрешения Папы он вышел из ордена францисканцев, так как монаху не разрешалось преподавать в университете. В Бонне Шнейдер прославился как оратор, но вызвал неудовольствие своими выходками против католической религии. Стихотворения его из этой эпохи проникнуты революционными идеями и содержат эротические мотивы. В 1790 г. за его учения и речи привлекли к ответственности, но он защищался очень ловко и мог бы оправдаться ввиду общего настроения, если бы его «Катехизис» не поднял новой бури, вследствие чего он должен был оставить Бонн, тем более что курфюрст и архиепископ кельнский Максимилиан Франц Ксавер считал себя лично оскорбленным. Многие богословские факультеты не одобрили его книгу, продажа которой была запрещена. По рекомендации профессора Блессига, мэр Страсбурга, Ф. Дитрих, пригласил его в этот город, чтобы воспользоваться им против интриг архиепископа герцога Рогана и католического духовенства.

## Революционная деятельность
В июне 1791 года Шнейдер переехал в Страсбург, вошел в милость влиятельных лиц, сделался профессором церковного права и церковного красноречия в католической семинарии, а 28 июня — генеральным викарием конституционного епископа Бренделя, присягнул конституции, стал проповедовать в якобинском тоне, играть роль на народных сходках, в клубах. С 3 июля 1792 Шнейдер стал редактировать немецкоязычную газету «Argos», отличавшуюся крайностью взглядов, одним из основных авторов которой был он сам. В газете Шнейдер призывал к казням роялистов: их, писал он, нельзя остановить «ничем, кроме гильотины; любое другое наказание им безразлично» (нем. durch nichts, als di Guillotine. Jede andere Strage ist ihnen gleichgueltig). Вскоре он сделался президентом революционного клуба «Zum Spiegel» и членом муниципального совета Страсбурга. Шнейдер требовал низвержения короля и приобретал все больше влияния. В последнюю четверть 1792 г. он был мэром Хагенау, а 19 февраля 1793 г. сделался публичным или официальным обвинителем в уголовном трибунале Нижнего Рейна. Служа террору, он преследовал высшие классы, стараясь довести их представителей до эшафота; 5 мая 1793 г. он делается официальным обвинителем при революционном трибунале. Шнейдер лично был ответственен примерно за тридцать казней. Его революционный фанатизм вырастал вместе с теми внутренними и внешними смутами, которые постигли в это время Францию. Он удивлялся Марату и хвалился впоследствии, что его называют Маратом Страсбурга. Не было человека, который не возбуждал бы его подозрительности; с гильотиной и палачом странствовал он по стране; насилием он вынуждал к принятию обесцененных ассигнаций al pari. С 8 октября он поступил в члены страсбургского комитета общей безопасности, затем в гражданские комиссары при революционном войске и, наконец, стал руководящим лицом в революционном суде, постоянной спутницей которого была гильотина. Когда культ бога разума был водворен в соборе Страсбурга, он с трибуны высмеивал христианство; он наполнял в это время тюрьмы, отставлял чиновников, в городе и провинции казнил без пощады. При этом Шнейдер снял с себя сан священника только 20 ноября 1793 года, во время праздника в честь Верховного Существа.

## Арест и казнь
Комиссары Конвента Сен-Жюст, и Ф. Леба приказали ему немедленно дать отчёт в своих действиях; он ответил на это письмом 7-го декабря в Комитет общественной безопасности. В то же самое время Шнейдер женился на дочери богатого виноторговца Саре Штамм, сестре Штамма, бывшего адъютанта генерала Кюстина, и совершил торжественный въезд в Страсбург, чем дал новое оружие в руки своих врагов. По приказу Сен-Жюста и Леба арестованный в постели в ночь на 15-е декабря, он был выставлен на 2½ часа на осмеяние на эшафот; скованный по ногам, отослан был в Париж. Со всех сторон полетели на него жалобы в Париж. Робеспьер называл его лицемером, который будто бы надел республиканскую маску, чтобы сделать ненавистной революцию в Эльзасе, Калигулой и Гелиогабалом; он лично вмешался в процесс над Шнейдером, ускорив судопроизводство. Шнейдер пытался опровергнуть все обвинения в письме к Робеспьеру и подтверждал свой ненарушимый республиканский и якобинский образ мыслей. Письмо появилось в печати, было издано и по-немецки и возбудило общее внимание. Члены директории департамента Нижнего Рейна опровергли его в письме в комитет общественного спасения (26 февраля 1794), изобразили Шнейдера как изверга и представили список его преступлений. 1 апреля 1794 года Шнейдер, осуждённый революционным судом, был гильотинирован.

## В культуре
- Личность Шнейдера описана в мемуарах Шарля Нодье: Нодье общался со Шнейдером в ранней юности в Страсбурге.
- Шнейдер является одним из героев романа Александра Дюма «Белые и синие», отчасти основанном на мемуарах Нодье.
- Шнейдер является персонажем одного из рассказов Клода Сеньоля из цикла «Сказания о дьяволе».